# Gnophos
Gnophos is een geslacht van vlinders van de familie spanners (Geometridae), uit de onderfamilie Ennominae.

## Soorten
- G. accipitraria Guenée, 1858
- G. adjectaria Staudinger, 1897
- G. aereus Butler, 1886
- G. afflictata Walker, 1863
- G. agnitaria Staudinger, 1897
- G. ainuaria Bastelberger, 1909
- G. albidior Hampson, 1895
- G. albistellaria Warren, 1893
- G. ali Brandt, 1938
- G. amanensis Wehrli, 1934
- G. ambiguata Duponchel, 1830
- G. amseli Ebert, 1965
- G. annubilata Christoph, 1885
- G. anophaea Wehrli, 1939
- G. anthina Wehrli, 1953
- G. argillata Brandt, 1938
- G. asymmetra Wehrli, 1936
- G. avilarius Reisser, 1936
- G. badakhshanus Wiltshire, 1967
- G. bidentatus Shchetkin & Viidalepp, 1980
- G. bipartitus Vojnits, 1975
- G. boarmioides Wiltshire, 1967
- G. brachyphora Wiltshire, 1966
- G. brandtorum Wehrli, 1941
- G. bundeli Shchetkin & Viidalepp, 1980
- G. burmesteri Graeser, 1888
- G. caenosa Bastelberger, 1911
- G. calliceros Fletcher, 1961
- G. canariensis Rebel, 1911
- G. canitiaria Guenée, 1857
- G. carnea Prout, 1910
- G. certhiatus Zerny & Rebel, 1931
- G. ciscaucasica Riabov & Vardikian, 1964
- G. corsica Oberthür, 1913
- G. crenulata Staudinger, 1871
- G. creperaria Erschoff, 1876
- G. crossi Thierry-Mieg, 1910
- G. culminata Brandt, 1958
- G. chorista Wehrli, 1939
- G. delagardei Prout, 1915
- G. delitescens Bastelberger, 1909
- G. difficilimus Wiltshire, 1967
- G. difficilis Alphéraky, 1883
- G. diffiniaria Herrich-Schäffer, 1858
- G. dilucidaria Schiffermüller, 1775
- G. dognini Thierry-Mieg, 1910
- G. dorkadiaria Wehrli, 1922
- G. dubitaria Staudinger, 1892
- G. dumetata Treitschke, 1827
- G. elahi Brandt, 1938
- G. erschoffi Wehrli, 1922
- G. euryta Prout, 1922
- G. eurytiches Brandt, 1941
- G. evanidaria Püngeler, 1901
- G. farinosata Christoph, 1887
- G. formosana Matsumura, 1910
- G. fractifasciaria Püngeler, 1901
- G. furvata

Grote bruine spanner (Denis & Schiffermüller, 1775)
- G. glaucinaria Hübner, 1796
- G. gorgata Brandt, 1938
- G. gozmanyi Vojnits, 1975
- G. gruneraria Staudinger, 1901
- G. himalayana Wehrli, 1928
- G. hissariensis Shchetkin & Viidalepp, 1980
- G. idrisarius Zerny, 1934
- G. intermedia Wehrli, 1917
- G. iveni Erschoff, 1874
- G. kansuensis Djakonov, 1936
- G. kawakamiana Matsumura, 1925
- G. klapperichi Wiltshire, 1967
- G. kuldjana Wehrli, 1953
- G. lequatrei Herbulot, 1988
- G. leucastraria Hampson, 1907
- G. libanotica Wehrli, 1931
- G. lignicolor Warren, 1897
- G. liliputaria Turati, 1934
- G. lineolaria Püngeler, 1901
- G. longipenis Shchetkin & Viidalepp, 1980
- G. luticiliata Christoph, 1887
- G. lutipennaria Fuchs, 1900
- G. macguffini Smiles, 1979
- G. macroprion Joannis, 1929

- G. maledictus Wiltshire, 1967
- G. mardinaria Staudinger, 1901
- G. mendolensis Dannehl, 1928
- G. mutilata Staudinger, 1879
- G. nannodes Wehrli, 1936
- G. nimbata Alphéraky, 1888
- G. nymphaliaria Walker, 1866
- G. obfuscata (Denis & Schiffermüller, 1775)
- G. ochrofasciata Staudinger, 1895
- G. onustaria Herrich-Schäffer, 1892
- G. orbicularia Püngeler, 1903
- G. orphninaria Hampson, 1902
- G. orthogonia Wehrli, 1939
- G. palaestinensis Calberla, 1891
- G. pallescens Riabov & Vardikian, 1964
- G. pelengi Brandt, 1938
- G. pentheri Rebel, 1901
- G. perdita Staudinger, 1897
- G. perspersata Treitschke, 1827
- G. perviciniaria Wehrli, 1922
- G. pfeifferi Wehrli, 1926
- G. pollinaria Christoph, 1887
- G. porphyratus Zerny, 1935
- G. praeacutaria Wehrli, 1922
- G. praestigiaria Püngeler, 1902
- G. pseudosnelleni Riabov & Vardikian, 1964
- G. pulverulenta Warren, 1897
- G. pungeleri Bohatsch, 1910
- G. quadrimaculata Chrétien, 1913
- G. ravistriolaria Wehrli, 1922
- G. recticostaria Turati, 1926
- G. reverdini Wehrli, 1945
- G. rjabovi Wehrli, 1939
- G. rubricimixta Prout, 1915
- G. rufitinctaria Hampson, 1902
- G. sacraria Staudinger, 1895
- G. sartata Treitschke, 1827
- G. sericaria Alphéraky, 1883
- G. serotinaria Schiffermüller
- G. serratilinea Sterneck, 1928
- G. sheljuzhkoi Schawerda, 1924
- G. siberiata Guenée, 1858
- G. similaria Rothschild, 1914
- G. snelleni Christoph, 1887
- G. sordaria Thunberg, 1792
- G. sphalera Wehrli, 1938
- G. spinicosta Krüger, 2005
- G. sproengertsi Püngeler, 1914
- G. stachyphorus Wehrli, 1936
- G. stemmataria Eversmann, 1848
- G. stoliczkaria Moore, 1898
- G. stotzneri Sterneck, 1928
- G. subsignaria Staudinger, 1892
- G. subsplendidaria Wehrli, 1922
- G. subtila Brandt, 1938
- G. supinaria Mann, 1854
- G. symmicta Wehrli, 1951
- G. taftana Brandt, 1941
- G. talvei Viidalepp & Shchetkin, 1980
- G. tephrosiaria Moore, 1887
- G. thibetaria Oberthür, 1894
- G. tholeraria Püngeler, 1901
- G. truncatipennis Krüger, 2005
- G. turfosaria Wehrli, 1922
- G. vastaria Staudinger, 1892
- G. vitreata Hampson, 1895
- G. wanensis Wehrli, 1936
- G. wiltshirei Wehrli, 1938
- G. zacharia Staudinger, 1879
- G. zaprjagaevi Viidalepp & Shchetkin, 1980
- G. zeitunaria Staudinger, 1901